# Medal Wyzwolenia (ChRL)
Medal Wyzwolenia – chińskie odznaczenie, niższy odpowiednik Orderu Wyzwolenia, ustanowiony w 1955. Nie dzieli się na klasy. Przyznawany żołnierzom Chińskiej Armii Ludowo-Wyzwoleńczej "zasłużonym w chińskiej wojnie rewolucyjnej" 1946-1949.